# Corpo de Material Bélico do Exército dos Estados Unidos

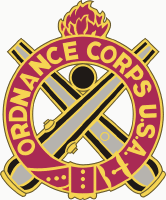
Insígnia regimental.

O Corpo de Material Bélico do Exército dos Estados Unidos (em inglês: United States Army Ordnance Corps, anteriormente United States Army Ordnance Department), é um ramo do Exército dos Estados Unidos, com sede em Fort Lee, Virgínia. A principal missão do Corpo de Ordenança, é suprir as unidades de combate do Exército, com armas e munições, inclusive, fazendo sua aquisição e manutenção.
O oficial responsável pelo Corpo de Ordenança é o Chefe de Ordenança. O atual Chefe de Ordenança, desde 2018, é a General de brigada Heidi J. Hoyle.